# دوزنده‌های چهارسیخچه‌ای
دوزنده‌های چهارسیخچه‌ای (نام علمی: Tetracanthagyna) نام یک سرده از تیره دوزندگان است.